# Parafia św. Marii Magdaleny w Gniazdowie
Parafia św. Marii Magdaleny w Gniazdowie – mariawicka parafia diecezji śląsko-łódzkiej, Kościoła Starokatolickiego Mariawitów w RP.
Siedziba parafii oraz kościół parafialny znajduje się w Gniazdowie, w gminie Koziegłowy, powiecie myszkowskim, województwie śląskim.
Parafia zajmuje znaczny obszar małopolskiej części diecezji śląsko-łódzkiej (w tym Częstochowę, Kraków, powiaty wielicki i chrzanowski). Parafianie zamieszkują również tereny Śląska (m.in. powiaty pszczyński i tarnogórski). Diaspora znajduje się również na terenie Niemiec i Wielkiej Brytanii.
Z terytorium parafii została wydzielona w 1997 r. odrębna parafia w Koziegłowach, której miejsce kultu zorganizowane jest w wybudowanym w 1917 r. kościele pw. św. Paschalisa w Koziegłowach (ul. Cegielniana 4).
Proboszcz parafii w Gniazdowie pełni także obowiązki proboszcza w parafii Matki Boskiej Nieustającej Pomocy w Starczy, parafii pw. św. Paschalisa w Koziegłowach oraz opiekuje się wyznawcami w Krakowie i Nowym Sączu. Do parafii należy również cmentarz grzebalny położony na granicy Gniazdowa i Koziegłów. Proboszczem parafii jest od lipca 2024 roku kapł. Mateusz Maria Felicjan Szymkiewicz.

## Historia parafii

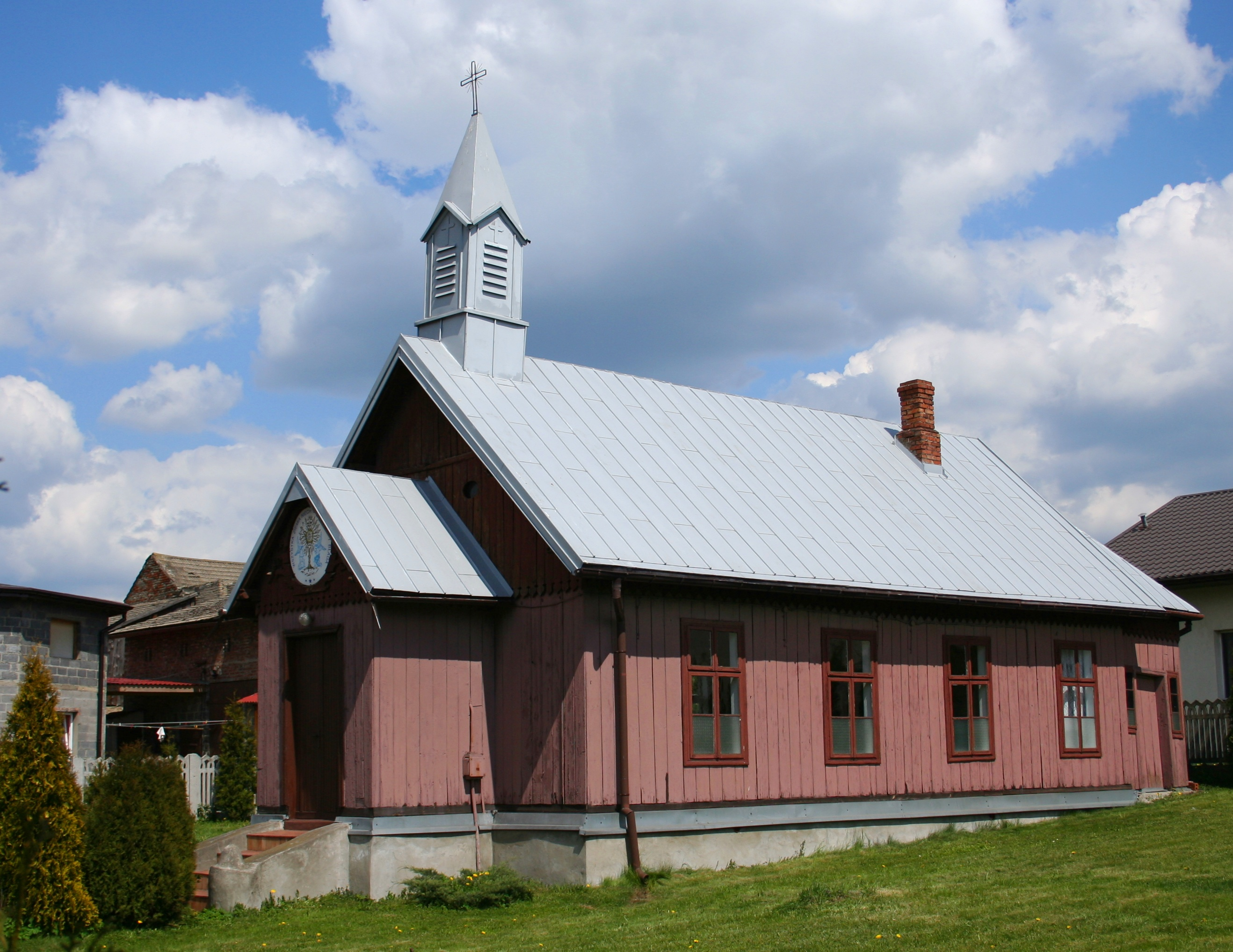
Kościół parafii św. Paschalisa w Koziegłowach (stan przed remontem), do 1997 r. świątynia filialna parafii w Gniazdowie

Pierwszym proboszczem i założycielem parafii mariawickiej w Gniazdowie był rzymskokatolicki wikariusz przebywający od 1898 w sąsiednich Koziegłowach kapłan Apolinary Maria Hieronim Skrzypiciel  (zm. w 1937 r.). Dzięki jego misyjnej działalności, w Dzieło Wielkiego Miłosierdzia uwierzyło tysiące ludzi, którzy z wielkim zapałem pobudowali kościoły w Gniazdowie, Starczy i w Koziegłowach. Zanim to jednak się stało kapł. Skrzypiciel okazał się być prześladowany przez swojego proboszcza ks. Śnigurskiego oraz dalszą hierarchię rzymskokatolicką, w miejscowości dochodziło do konfliktów religijnych na dużą skalę. Parafia mariawicka w Gniazdowie powstała stosunkowo późno w porównaniu z większością placówek tego wyznania, bo dopiero w 1912. W 1914 r. ukończono budowę solidnego, murowanego kościoła, wzniesionego ogromnym wysiłkiem miejscowej społeczności mariawitów (kopanie gliny i kamienia oraz wypalanie cegły i wapna). Założyciel tej parafii spoczywa teraz tuż za swym kościołem (przy ścianie prezbiterium).

### Proboszczowie parafii
- 1912–1937 – kapł. Apolinary Maria Hieronim Skrzypiciel
- 1937–1947 – kapł. Mieczysław Maria Konrad Kołak
- 1948–1957 – kapł. Jan Maria Bogusław Kusztelak
- 1957–1960 – kapł. Bazyli Maria Ireneusz Furmanik
- 1960–1972 – kapł. Ireneusz Maria Stefan Adamiec
- 1973–1991 – kapł. Mieczysław Maria Kazimierz Kaczmarski
- 1992–2015 – kapł. Tadeusz Maria Ładysław Ratajczyk
- 2015–2017 – kapł. Tomasz Maria Daniel Mames
- 2017–2020 – kapł. Stefan Maria Robert Żaglewski
- 2020-2024 – kapł. Michał Maria Fabian Wylazłowski
- od 2024 - kapł. Mateusz Maria Felicjan Szymkiewicz

## Nabożeństwa
- Nabożeństwa niedzielne o godz. 8.00 - Msza św. recytowana, 12:00 - Suma, o godz. 16:00 - Nieszpory lub nabożeństwo okresowe.
- Nabożeństwa w dni powszednie o godz.17:00.
- Adoracja tygodniowa – czwartek o godz. 8:00 Msza św., następnie  indywidualna Adoracja Przenajświętszego Sakramentu, o godz. 18:00 Nieszpory
- Adoracja miesięczna  – 21. dnia każdego miesiąca: godz. 8.00 Msza św., następnie adoracja indywidualna, wspólna adoracja o godz. 17.00.
- Uroczystość parafialna św. Marii Magdaleny w najbliższą niedzielę o 22 lipca.